# Frederick William True
Frederick William True (8 luglio 1858 – 25 giugno 1914) è stato un biologo statunitense.
Fu anche il primo curatore capo di Biologia (1897-1911) al Museo Nazionale degli Stati Uniti, attualmente parte della Smithsonian Institution.
Nacque a Middletown, nel Connecticut, nel 1858. Nel 1878 ottenne il dottorato in scienze all'università di New York. Dal 1883 al 1897 True fu curatore dei mammiferi. La sua specialità erano i cetacei, e la balena dal becco di True venne chiamata così in suo onore. Dal 1881 alla sua morte, nel 1914, fu anche strettamente associato alla Smithsonian Institution.